# João Francisco Gonzaga, Marquês de Mântua
João Francisco Gonzaga, em italiano:  Gianfrancesco Gonzaga (1 de junho de 1395 – 25 de setembro de 1444) foi, de início, 5º Capitão do Povo (Capitano del Popolo) de Mântua (1407-1433), e depois, o 1º Marquês de Mântua de 1433 até à sua morte.

## Biografia
João Francisco, nascido do segundo matrimónio de seu pai Francisco I Gonzaga, com Margarida Malatesta, sucedeu ao pai quando este morre em 1407, com apenas 12 anos, sendo então reconhecido como Signore de Mântua em 20 de março de 1407 e tendo como tutor o seu tio materno, Carlos I Malatesta. Graças à política pró-veneziana seguida pelo pai e pelo tio, o pequeno João Francisco gozava da proteção da Sereníssima (que enviou um contingente de 150 lanceiros para proteger a cidade), permitindo-lhe grande tranquilidade até ele atingir a maioridade.
A 22 de agosto de 1409 casou em Pesaro com Paula Malatesta, filha de Malatesta IV Malatesta, senhor de Pesaro e de Fossombrone. Paula, transmitiu aos Gonzaga uma má-formação genética que se repercutiu por sucessivas gerações: a Cifose. Apesar do seu aspeto, Paula era uma mulher inteligente e intelectualmente dotada, que teve um papel de relevo nas escolhas políticas do marido.

### Expedições militares
Com João Francisco inaugurou-se uma tradição de mercenários militares, os condotieri que dá fama à família nas gerações seguintes. Ele militou a favor da República de Veneza e apenas aceitou alinhar com o Ducado de Milão quando este se aliou a Veneza. Graças às expedições militares, João Francisco enriqueceu o património pessoal, expandindo os seus territórios, ocupando até (por um breve período) territórios há muito cobiçados pelos governantes de Mântua. O apoio veneziano foi fundamental para expandir os seus estados para ocidente, obtendo, em 1431, Lonato, Castiglione, Castel Goffredo, Solferino, Redondesco, Canneto, Sabbioneta, Ostiano e Vescovato.
Em 1418 João Francisco hospedou em Mântua o Papa Martinho V, eleito no Concílio de Constança, que ali se demorou até fevereiro de 1419.

### Primeiro marquês de Mântua
Em 1433, após um longo período de espera, João Francisco é finalmente presenteado com o título de primeiro marquês de Mântua, título que finalmente o legitimava e tornava oficialmente hereditário o governo de Mântua pela sua família, honra que lhe custou o desembolso de 12 000 florins. O imperador Sigismundo deslocou-se a Mântua, em setembro de 1433, e no culminar duma deslumbrante cerimónia concede as insígnias de marquês aos Gonzaga  . O brasão da família é então enriquecido com a cruz em gules, acantonada de quatro águias imperiais. Na mesma ocasião João Francisco alinha-se mais com as políticas imperiais, contratando o noivado do seu filho primogénito (e futuro marquês), Luís (também conhecido por Ludovico), com Bárbara de Brandeburgo, sobrinha do Imperador.

## Protetor das Artes
Como patrono das artes, João Francisco é recordado por ter encarregado Pisanello de decorar com frescos uma sala do Palácio Ducal de Mântua, de mandar edificar o Palácio de Marmirolo e de mandar erigir na cidade o campanário da Basílica de Santo André (Sant'Andrea), em Mântua, bem como as igrejas de Santa Paula (Santa Paola) e de Santa Cruz (Santa Croce).
Na sua côrte foram hospedados conhecidos pintores e escultores, entre os quais Jacopino da Tradate. Em 1423 convidou Vittorino da Feltre para visitar Mântua como precetor dos seu filhos e que fundou a Ca' Zoiosa, célebre escola humanística.

## Morte e sucessão
Os seus últimos anos de vida não foram felizes: primeiro por assistir à feroz rivalidade entre os seus dois filhos Luís e Carlos; depois por uma infeliz alteração de política, com uma aproximação a Milão e a consequente guerra com Veneza, que lhe trouxe alguns reveses militares e a consequente perda de alguns territórios anteriormente conquistados com esforço. A paz assinada em Cavriana (Paz de Cavriana ou de Cremona) em 20 de novembro de 1441 com a Serenissima, custou-lhe uma sanção de 4 000 ducati de ouro.
Ao morrer, em 1444, ocorre a primeira divisão do estado mantuano entre os seus quatro filhos varões.

## Descendência
Do seu casamento com Paula Malatesta (Paola), nasceram seis filhos:
1. Luís (Ludovico) (1412 – 1478), chamado il Turco, que sucede ao pai e se torna marquês de Mântua em 1444;
2. Carlos (Carlo) (†1456), senhor de Luzzara, Sabbioneta, Bozzolo, San Martino dall'Argine, Gazzuolo, Viadana, Gonzaga, Reggiolo, Isola Dovarese e Rivarolo. Casou com Lúcia d'Este;
3. Alexandre (Alessandro) (1415-1466), senhor de Castel Goffredo, Castiglione delle Stiviere, Ostiano, Canneto, Redondesco, Mariana. Casou com Agnese de Montefeltro;
4. Margarida (Margherita) (1418-1439), que casou com Leonel d'Este, marquês de Ferrara;
5. João Lúcio (Gianlucido) (1421 – 1448), Proto-notário apostólico. Com a morte do pai herdou as terras de Volta, Cavriana, Ceresara, San Martino Gusnago, Piubega, Rodigo e Castellaro;
6. Cecília (Cecilia) (1425–1451), religiosa.